# Barbet
Barbet är en hundras från Frankrike. Den är nära besläktad med pudeln. Den räknas till de apporterande vattenhundarna men är framförallt en sällskapshund idag. Namnet barbet kommer från det franska ordet barbe, som betyder skägg.

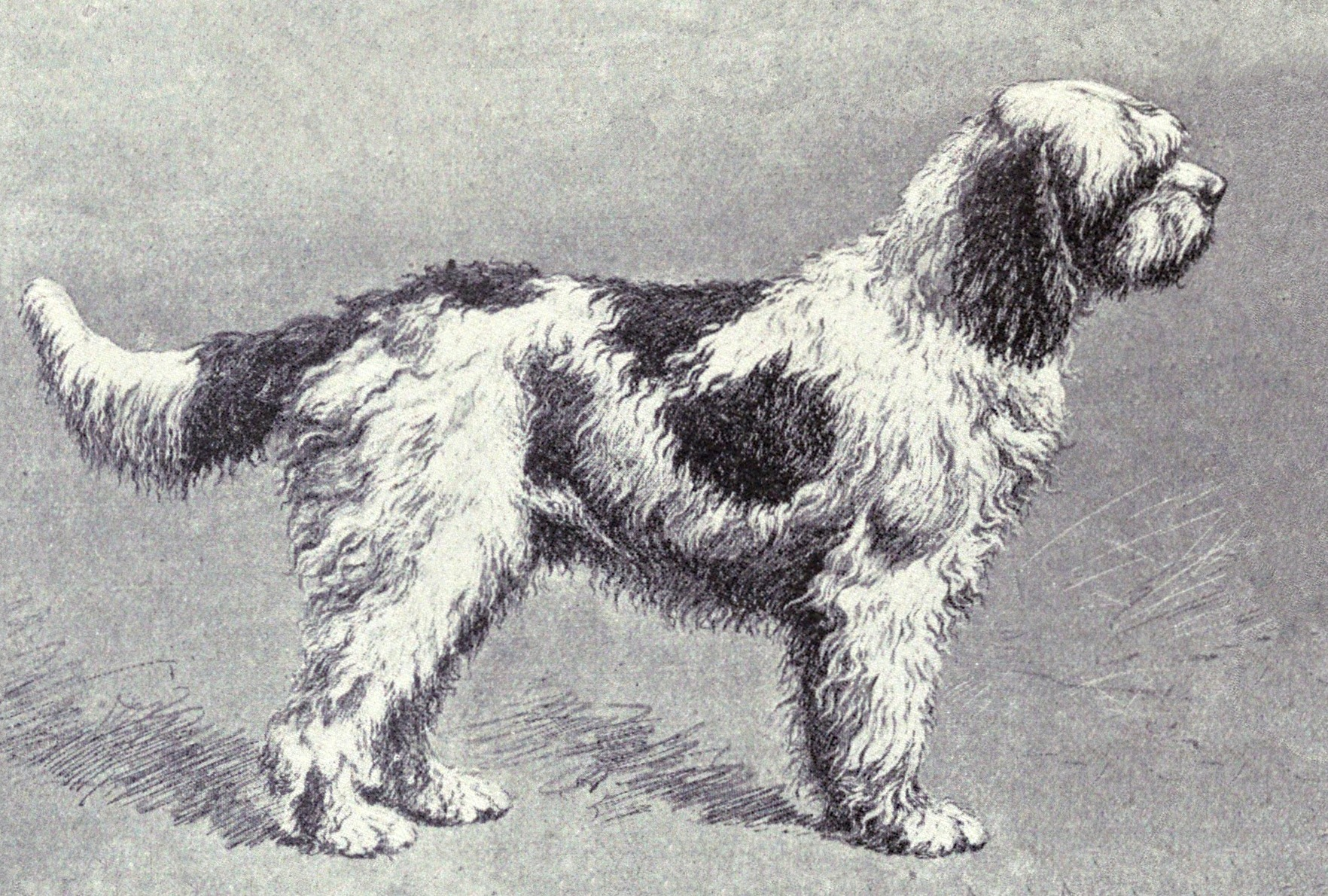
En barbet från W.E. Masons "Dogs of all Nations" 1915.

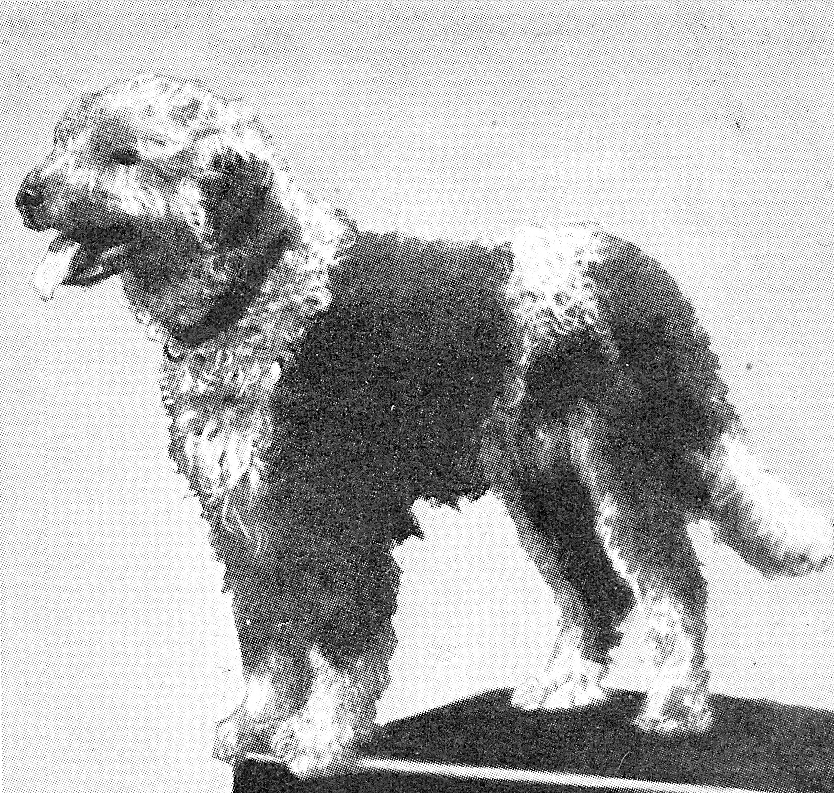
En barbet från Carl Leuhusens "Rashundar i ord och bild" 1932.

## Historia
Fram till de första hundutställningarna började hållas och de nationella kennelklubbarna grundades och började föra stamböcker är barbetens historia identisk med pudelns. Barbet och caniche (pudel) var i Frankrike synonymer för samma hundtyp. Till skillnad från den internationella pudeln är barbet en rent fransk ras. Den första franska rasstandarden skrevs 1894. Den kom då att räknas som stående fågelhund, något den också använts som. Som stående fågelhund ansågs barbeten alltför långsam i sökarbetet. Under mellankrigstiden förlorade den i popularitet och efter andra världskriget fanns inga registrerade barbeter kvar.
Från mitten av 1960-talet inleddes restaureringsarbetet. Stammen byggdes på oregistrerade barbeter, den stående fågelhunden griffon à poil laineux, den snarlika, ej erkända vallhunden berger de Crau och enstaka storpudlar. Griffon à poil laineux är en av de raser som mot slutet av 1800-talet avlats fram med inslag av barbet. 1965 skrevs en ny rasstandard och rastypiska hundar utan känd härstamning kunde börja registreras. 1980 bildades den franska rasklubben.

## Egenskaper
Förutom som vattenapporterande och stående fågelhund har barbeten liksom den spanska vattenhunden använts som vallhund och liksom pudeln och den italienska vattenhunden lagotto romagnolo som svampsökande tryffelhund. Barbeten beskrivs som sällskaplig, glad, skojfrisk, lydig och intelligent. Den lär sig snabbt och mår bäst av regelbundna nya utmaningar. Den fungerar mycket bra tillsammans med barn, familjer och äldre. Barbeten fäster sig vid sin familj och föredrar att vara i samma rum som familjen vid alla tillfällen. Den behöver riklig motion.

## Utseende
Barbeten ser ut som en oförädlad lantras av pudel eller som en större perro de agua español (spansk vattenhund) eller lagotto romagnolo. Den har en lång och ullig päls. Accepterade färger är svart, brun, fawn (gulbrun), grå, vit och svartvit. De flesta barbeter är svarta, svartvita eller bruna. Grå barbeter är extremt sällsynta. Det är vanligt med vita fläckar på bröstet och vita tassar eller ben på svart- eller brunpälsade hundar. Pälsfärgerna parti (tvåfärgad), crème (gräddfärg) och pied (skäckfärg) förekommer också, men i ett mycket begränsat antal. Barbetens päls växer sig lång och måste klippas och vårdas regelbundet, annars blir den tovig.

## Hälsa
På grund av den begränsade genetiska variationen, studerar plikttrogna uppfödare noggrant stamtavlor och väljer avelshundar med omsorg för att minska risken för ärtfliga sjukdomar. Olyckligtvis har en växande popularitet uppmuntrat människor som är okunniga att bedriva avel. Av de få hälsoproblem som har visat sig, kan de flesta problem spåras tillbaka 4-6 generationer. Ofta berodde detta på begränsad avel liksom på att många parningar gjordes med hundar utan känd sjukdomshistoria.